# MP3Gain
MP3Gain är ett litet verktyg med vilket man kan justera volymen på en MP3-fil utan omkodning av ljuddata. MP3Gain bygger på liknande algoritmer som Replay Gain. Konceptet bygger på att höja volymen genom att låta dra upp punkterna som markerar det kodade ljudets toppar, istället för att sampla om allt med en högre inspelningshastighet.